# Giovanni Battista Maganza
Giovanni Battista Maganza (pseudonyme : Magagnò), né vers 1513 à Calaone et mort à Vicence le 25 août 1586, est un poète et peintre italien maniériste qui fut actif à Vicence et dans sa région.

## Biographie
Giovanni Battista Maganza a surtout réalisé des peintures à thème religieux.
Il a été aussi un poète et ami d'Andrea Palladio, a visité Rome entre 1546 et 1547, rencontré Gian Giorgio Trissino et le poète Marco Thiene. Membre de l'Accademia Olimpica (Académie Olympique) à Venise, il y a conçu les costumes pour Œdipus Rex, première pièce jouée au Teatro Olimpico, œuvre de Palladio.
Il a écrit des poèmes, composé des satires en dialecte de Pavie sous le pseudonyme de « Magagnò ».
Son fils Alessandro Maganza fut également peintre et Giovanni de Mio un de ses élèves et Andrea Vicentino.

## Œuvres

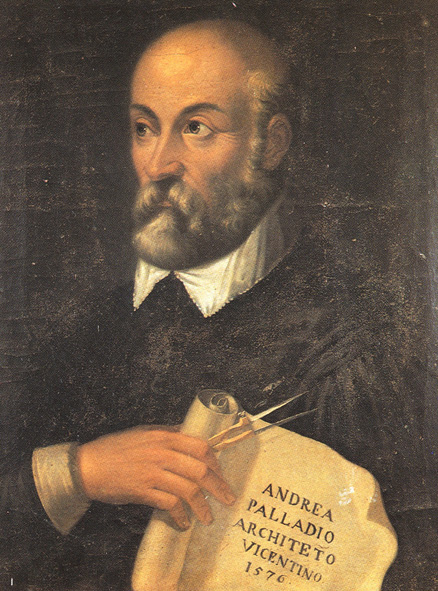
Portrait d'Andrea Palladio (1576)

- Portrait d'Andrea Palladio (1576), huile sur bois, Villa Valmarana, Vicence[3].
- San Girolamo penitente (Saint Jérôme pénitent) (1570)[4], église San Girolamo, Vicence.
- Pala del Rosario (1583), Montebello Vicentino, église paroissiale.
- La conversione di S.Paolo (Conversion de saint Paul) (XVIe siècle), maître-autel de l'église de Valdagno, Vicence.
- Fresques Villa Repeta et Campiglia dei Berici (perdus)[5].